# Armed Forces
Armed Forces är ett musikalbum av Elvis Costello & the Attractions lanserat i januari 1979. Det var Costellos tredje studioalbum och det första där the Attractions krediterades på skivomslagets framsida. Albumet hade först arbetsnamnet Emotional Fascism. På albumet distanserade sig Costello från den punk-influerade stilen på det föregående albumet This Year's Model till ett mer pop-orienterat sound. Textmässigt innehåller albumet ett genomgående tema av militarism och fascism och i flera av texterna använder Costello politiska metaforer för att beskriva personliga erfarenheter. På albumet återfinns Costellos framgångsrikaste singel i hemlandet Storbritannien; "Oliver's Army". Skivan rankades i listan The 500 Greatest Albums of All Time av Rolling Stone som #482.[källa behövs] 2002 släpptes skivan i en nyutgåva med ett flertal bonusspår.
Albumet finns med i boken  1001 Albums You Must Hear Before You Die.

## Låtlista
(alla låtar komponerade av Elvis Costello)
1. "Accidents Will Happen" – 3:00
2. "Senior Service" – 2:17
3. "Oliver's Army" – 2:58
4. "Big Boys" – 2:54
5. "Green Shirt" – 2:42
6. "Party Girl" – 3:20
7. "Goon Squad" – 3:14
8. "Busy Bodies" – 3:33
9. "Sunday's Best" – 3:22
10. "Moods for Moderns" – 2:48
11. "Chemistry Class" – 2:55
12. "Two Little Hitlers" – 3:18

## Listplaceringar
- Billboard 200, USA: #10[3]
- UK Albums Chart, Storbritannien: #2[4]
- VG-lista, Norge: #12[5]
- Topplistan, Sverige: #11[6]